# Platystoma subtile
Platystoma subtile är en tvåvingeart som beskrevs av Friedrich Hermann Loew 1868. Platystoma subtile ingår i släktet Platystoma och familjen bredmunsflugor. Inga underarter finns listade i Catalogue of Life.